# 扎西江措
扎西江措（1966年6月—），男，藏族，四川內江人，在職研究生學歷。1986年進入西藏自治區交通廳工作，後來擔任西藏天路交通股份有限公司黨委書記、董事長，並身兼西藏公路工程總公司黨委副書記、總經理。2012年1月，獲任命為西藏自治區交通運輸廳廳長。2015年6月，就任西藏自治區人民政府副秘書長。
2020年5月18日，西藏自治區紀委監委宣布扎西江措涉嫌嚴重違紀違法，正在接受紀律審查和監察調查。